# ヤノシュ・ブルンザ
ヤノシュ・ブルンザ（Ianoș Brînză 、1998年9月12日 - ）は、モルドバ・キシナウ出身のプロサッカー選手。リーガI・ポリテフニカ・ヤシ所属。ポジションは、ゴールキーパー。ダチア・キシナウで選手生活をスタートし、ポリテフニカ・ヤシでプレーした後、2017年夏にFCボトシャニと契約を結んだ。